# Ракитянский сельский совет (Полтавская область)
Ракитянский сельский совет (укр. Рокитянська сільська рада) — входит в состав Великобагачанского района Полтавской области Украины.
Административный центр сельского совета находится в с. Ракита.

## История
- 1926 — дата образования.

## Населённые пункты совета
- с. Ракита
- с. Андрущино
- с. Говоры
- с. Кравченки

## Ликвидированные населённые пункты совета
- с. Бондуси
- с. Малинщина